# Sahih Buhari
Sahih zbirka (arap. الجامع الصحيح), poznatija kao Sahih Buhari (arap. صحيح البخاري) je jedna od šest takozvanih „Kutubu sitte“ ili „Šest vjerodostojnih zbirki“ Hadisa. Mnogi islamski učenjaci je nazivaju najvjerodostojnijom knjigom nakon Kur'ana. 

## Kolekcija
Ova zbirka hadisa je sakupljena od islamskog učenjaka Imama Buharija, koje je skupljao tokom cijeloga života. Buhari je pripadao šafijskoj pravnoj školi. Putovao je širom islamskoga svijeta dok su na vlasti bili Abasidi.
Knjiga sadrži hadise vezane za skoro svaki aspekt života i adekvatne islamske upute vezane za nj. kao što je način molitve i ostali Ibadeti direktno od Poslanika Muhammeda. Knjiga sadrži 9 tomova. Prije nego je Buharija završio svoju zbirku 846. godine, proveo je oko 25 godina posjećujući islamske učenjake širom islamskog svijeta u potrazi za njima i potvrdi vjerodostojnosti. U koji god grad bi došao, okupilo bi se na stotine ljudi da slušaju predavanja o hadisu.

## Komentari
Mnogi islamski učenjaci su napisali komentare na „Sahih Buhari“, kao što su:
- Fathul-Bari od Ibn Hadžer Aškalani (najpoznatiji).
- Umdat el-Kari
- Iršad el-Sari od El-Kastalanija

## Sahih Buhari danas
Danas je Sahih Buhari najprihvaćenija zbirka hadisa od sunitskih muslimana, koji je smatraju najvjerodostojnijom knjigom nakon Kur'ana. Štampana je na skoro svim jezicima svijeta, u dosta izdanja.

## Takođe pogledajte
- Hadis

## Spoljašnje veze
- Prijevod Sahih Buhari (језик: енглески)